# Voetbalelftal van Bosnië en Herzegovina in 2013
Het voetbalelftal van Bosnië en Herzegovina speelde in totaal negen interlands in het jaar 2013, waaronder zes wedstrijden in de kwalificatiereeks voor de WK-eindronde 2014 in Brazilië. Onder leiding van bondscoach en oud-international Safet Sušić wist de ploeg zich voor het eerst in de geschiedenis te plaatsen voor de WK-eindronde. Op de FIFA-wereldranglijst steeg Bosnië en Herzegovina in 2013 van de 26ste (januari 2013) naar de 19de plaats (december 2013).

## Balans
| Wedstrijden | Wedstrijden | Wedstrijden | Wedstrijden | Doelpunten | Doelpunten | Doelpunten | Punten |
| Gespeeld    | Winst       | Gelijk      | Verlies     | Voor       | Tegen      | Saldo      | Punten |
| ----------- | ----------- | ----------- | ----------- | ---------- | ---------- | ---------- | ------ |
| 9           | 6           | 0           | 3           | 21         | 10         | +11        | 1.333  |

## Interlands
|                                                                 |          |                                                         |                |                                                                                           |
| 6 februari Vriendschappelijk № 158 «onderlinge duels» 18:00 uur | Slovenië | 0 – 3                                                   | Bosnië en Her. | Športni Park Stožice, Ljubljana Toeschouwers: 16.000 Scheidsrechter: Pavel Královec (CZE) |
| 6 februari Vriendschappelijk № 158 «onderlinge duels» 18:00 uur |          | 33' Vedad Ibišević 42' Miralem Pjanić 80' Muamer Svraka |                | Športni Park Stožice, Ljubljana Toeschouwers: 16.000 Scheidsrechter: Pavel Královec (CZE) |

|                                                                     |                                                  |       |                   |                                                                               |
| 22 maart WK-kwalificatie Groep G № 159 «onderlinge duels» 20:45 uur | Bosnië en Herz.                                  | 3 – 1 | Griekenland       | Bilino Polje, Zenica Toeschouwers: 13.000 Scheidsrechter: Björn Kuipers (NED) |
| 22 maart WK-kwalificatie Groep G № 159 «onderlinge duels» 20:45 uur | Edin Džeko 30' Vedad Ibišević 36' Edin Džeko 54' |       | 90+3' Fanis Gekas | Bilino Polje, Zenica Toeschouwers: 13.000 Scheidsrechter: Björn Kuipers (NED) |

|                                                                   |         |                                                                                           |                |                                                                          |
| 7 juni WK-kwalificatie Groep G № 160 «onderlinge duels» 18:30 uur | Letland | 0 – 5                                                                                     | Bosnië en Her. | Skonto Stadion, Riga Toeschouwers: 7.700 Scheidsrechter: Mike Dean (ENG) |
| 7 juni WK-kwalificatie Groep G № 160 «onderlinge duels» 18:30 uur |         | 48' Senad Lulić 53' Vedad Ibišević 63' Haris Medunjanin 80' Miralem Pjanić 82' Edin Džeko |                | Skonto Stadion, Riga Toeschouwers: 7.700 Scheidsrechter: Mike Dean (ENG) |

|                                                                  |                                                 |       |                                                                         |                                                                                   |
| 14 augustus Vriendschappelijk № 161 «onderlinge duels» 20:30 uur | Bosnië en Herz.                                 | 3 – 4 | Verenigde Staten                                                        | Koševo Stadion, Sarajevo Toeschouwers: 24.000 Scheidsrechter: Damir Skomina (SLO) |
| 14 augustus Vriendschappelijk № 161 «onderlinge duels» 20:30 uur | Edin Džeko 8' Vedad Ibišević 30' Edin Džeko 90' |       | 55' Eddie Johnson 59' Jozy Altidore 85' Jozy Altidore 86' Jozy Altidore | Koševo Stadion, Sarajevo Toeschouwers: 24.000 Scheidsrechter: Damir Skomina (SLO) |

|                                                                        |                 |                     |           |                                                                                |
| 6 september WK-kwalificatie Groep G № 162 «onderlinge duels» 20:15 uur | Bosnië en Herz. | 0 – 1               | Slowakije | Bilino Polje, Zenica Toeschouwers: 15.000 Scheidsrechter: Nicola Rizzoli (ITA) |
| 6 september WK-kwalificatie Groep G № 162 «onderlinge duels» 20:15 uur |                 | 77' Viktor Pečovský |           | Bilino Polje, Zenica Toeschouwers: 15.000 Scheidsrechter: Nicola Rizzoli (ITA) |

|                                                                         |                  |       |                                      |                                                                                      |
| 10 september WK-kwalificatie Groep G № 163 «onderlinge duels» 20:15 uur | Slowakije        | 1 – 2 | Bosnië en Her.                       | Štadión Pod Dubňom, Žilina Toeschouwers: 9.438 Scheidsrechter: David Fernández (ESP) |
| 10 september WK-kwalificatie Groep G № 163 «onderlinge duels» 20:15 uur | Marek Hamšík 42' |       | 70' Ermin Bičakčić 78' Izet Hajrovic | Štadión Pod Dubňom, Žilina Toeschouwers: 9.438 Scheidsrechter: David Fernández (ESP) |

|                                                                       |                                                                         |       |                    |                                                                                          |
| 11 oktober WK-kwalificatie Groep G № 164 «onderlinge duels» 20:00 uur | Bosnië en Herz.                                                         | 4 – 1 | Liechtenstein      | Stadion Bilino Polje, Zenica Toeschouwers: 11.000 Scheidsrechter: Richard Liesveld (NED) |
| 11 oktober WK-kwalificatie Groep G № 164 «onderlinge duels» 20:00 uur | Edin Džeko 27' Zvjezdan Misimović 34' Vedad Ibišević 38' Edin Džeko 39' |       | 61' Nicolas Hasler | Stadion Bilino Polje, Zenica Toeschouwers: 11.000 Scheidsrechter: Richard Liesveld (NED) |

|                                                                       |          |                    |                |                                                                                |
| 15 oktober WK-kwalificatie Groep G № 165 «onderlinge duels» 19:00 uur | Litouwen | 0 – 1              | Bosnië en Her. | SDiSG Stadionas, Kaunas Toeschouwers: 8.000 Scheidsrechter: Felix Zwayer (GER) |
| 15 oktober WK-kwalificatie Groep G № 165 «onderlinge duels» 19:00 uur |          | 68' Vedad Ibišević |                | SDiSG Stadionas, Kaunas Toeschouwers: 8.000 Scheidsrechter: Felix Zwayer (GER) |

|                                                                  |                               |       |                |                                                                                        |
| 18 november Vriendschappelijk № 166 «onderlinge duels» 20:30 uur | Argentinië                    | 2 – 0 | Bosnië en Her. | Big Arch Stadium, St. Louis Toeschouwers: 30.397 Scheidsrechter: Edvin Jurisevic (USA) |
| 18 november Vriendschappelijk № 166 «onderlinge duels» 20:30 uur | Kun Agüero 40' Kun Agüero 66' |       |                | Big Arch Stadium, St. Louis Toeschouwers: 30.397 Scheidsrechter: Edvin Jurisevic (USA) |

## FIFA-wereldranglijst
| JAN | FEB | MAR | APR | MEI | JUN | JUL | AUG | SEP | OKT | NOV | DEC |
| --- | --- | --- | --- | --- | --- | --- | --- | --- | --- | --- | --- |
| 26  | 24  | 23  | 21  | 21  | 15  | 14  | 13  | 18  | 16  | 21  | 19  |

## Statistieken
| Asmir Begović       | 1987-06-20 | Stoke City             | 9 | 0 | 0 | 27 | 0  |
| Asmir Avdukić       | 1981-05-13 | Borac Banja Luka       | 0 | 1 | 0 | 3  | 0  |
| Verdediging         |            |                        |   |   |   |    |    |
| Emir Spahić         | 1980-08-18 | Bayer 04 Leverkusen    | 9 | 0 | 0 | 70 | 3  |
| Ermin Bičakčić      | 1990-01-24 | Eintracht Braunschweig | 6 | 0 | 1 | 6  | 1  |
| Avdija Vršajević    | 1986-03-06 | Hajduk Split           | 4 | 3 | 0 | 11 | 0  |
| Ervin Zukanović     | 1987-02-11 | AA Gent                | 4 | 0 | 0 | 6  | 0  |
| Mensur Mujdža       | 1984-03-28 | SC Freiburg            | 3 | 0 | 0 | 21 | 0  |
| Ognjen Vranješ      | 1989-10-24 | Alania Vladikavkaz     | 2 | 0 | 0 | 10 | 0  |
| Sead Kolašinac      | 1993-06-20 | Schalke 04             | 1 | 0 | 0 | 1  | 0  |
| Toni Šunjić         | 1988-12-15 | Zorja Loehansk         | 0 | 2 | 0 | 5  | 0  |
| Middenveld          |            |                        |   |   |   |    |    |
| Haris Medunjanin    | 1985-03-08 | Gaziantepspor          | 8 | 1 | 1 | 33 | 5  |
| Miralem Pjanić      | 1990-04-02 | AS Roma                | 8 | 0 | 2 | 46 | 8  |
| Senad Lulić         | 1986-01-18 | Lazio Roma             | 8 | 0 | 1 | 31 | 1  |
| Zvjezdan Misimović  | 1982-06-05 | Guizhou Renhe          | 7 | 0 | 1 | 79 | 25 |
| Sejad Salihović     | 1984-10-08 | TSG Hoffenheim         | 6 | 0 | 0 | 39 | 4  |
| Adnan Zahirović     | 1990-03-23 | Dinamo Minsk           | 2 | 3 | 0 | 20 | 0  |
| Elvir Rahimić       | 1976-04-04 | CSKA Moskou            | 2 | 1 | 0 | 40 | 0  |
| Senijad Ibričić     | 1985-09-26 | Kayseri Erciyesspor    | 0 | 3 | 0 | 43 | 4  |
| Muamer Svraka       | 1988-02-14 | FK Željezničar         | 0 | 1 | 1 | 6  | 2  |
| Aanval              |            |                        |   |   |   |    |    |
| Edin Džeko          | 1986-03-17 | Manchester City        | 9 | 0 | 7 | 59 | 33 |
| Vedad Ibišević      | 1984-08-06 | VfB Stuttgart          | 9 | 0 | 6 | 52 | 20 |
| Edin Višća          | 1990-02-17 | İstanbul Büyükşehir    | 1 | 5 | 0 | 7  | 0  |
| Miroslav Stevanović | 1990-07-29 | Elche CF               | 1 | 4 | 0 | 10 | 1  |
| Izet Hajrović       | 1991-08-04 | Grasshoppers           | 0 | 4 | 1 | 5  | 1  |
| Zoran Kvržić        | 1988-08-07 | HNK Rijeka             | 0 | 2 | 0 | 2  | 0  |

N/FS BiH · A-internationals · Bondscoaches · Statistieken · Bosnisch vrouwenelftal · Bosnië U23 · Bosnië U21 · Bosnië U19 · Bosnië U18 · Bosnië U17 · Bosnië U16
1995 – 1999 ·
2000 – 2009 ·
2010 – 2019 ·
2020 − 2029
WK 2014
1995 · 
1996 · 
1997 · 
1998 · 
1999 · 
2000 · 
2001 · 
2002 · 
2003 · 
2004 · 
2005 · 
2006 · 
2007 · 
2008 · 
2009 · 
2010 · 
2011 · 
2012 · 
2013 · 
2014 · 
2015 · 
2016 · 
2017 · 
2018 ·
2019 ·
2020 ·
2021 ·
2022 ·
2023 ·
2024
Albanië ·
Algerije ·
Andorra ·
Argentinië ·
Armenië ·
Azerbeidzjan ·
Bahrein ·
Bangladesh ·
België ·
Brazilië · 
Bulgarije ·
Chili ·
China ·
Costa Rica ·
Cyprus ·
Denemarken ·
Duitsland ·
Egypte ·
Engeland ·
Estland ·
Faeröer ·
Finland ·
Frankrijk ·
Georgië ·
Ghana ·
Gibraltar ·
Griekenland ·
Hongarije ·
Ierland · 
IJsland ·
Indonesië ·
Iran ·
Israël ·
Italië ·
Ivoorkust ·
Japan ·
Joegoslavië · 
Jordanië ·
Kazachstan ·
Koeweit ·
Kroatië ·
Letland ·
Liechtenstein ·
Litouwen ·
Luxemburg ·
Maleisië ·
Malta ·
Mexico ·
Moldavië ·
Montenegro ·
Nederland ·
Nigeria ·
Noord-Ierland ·
Noord-Macedonië ·
Noorwegen ·
Oekraïne ·
Oezbekistan ·
Oman ·
Oostenrijk ·
Paraguay ·
Polen ·
Portugal ·
Qatar ·
Roemenië ·
San Marino ·
Schotland ·
Senegal ·
Servië en Montenegro ·
Slovenië ·
Slowakije ·
Spanje ·
Tsjechië ·
Tunesië · 
Turkije ·
Verenigde Staten · 
Vietnam ·
Wales ·
Wit-Rusland ·
Zimbabwe ·
Zuid-Korea ·
Zweden ·
Zwitserland
Argentinië (2014) ·
Iran (2014) ·
Nigeria (2014)